# Arístides Martínez
Arístides Martínez Cuadros (La Serena, 1847 – Santiago, 27 de março de 1908) foi um militar e político chileno. Foi filho de Victoriano Martínez Gutiérrez e Josefa Cuadros Pumarada. Casou-se no ano de 1881, com María Teresa Cuadros e não teve descendencia.
Estudou engenharia na Escola Militar. Participou ativamente das campanhas da Guerra do Pacífico, sendo membro do estado maior e General de Divisão do exército de Reserva chileno durante a Campanha de Lima.